# تاریکی درخشان کوهستان
تاریکی درخشان کوهستان (انگلیسی: The Dark Glow of the Mountains) فیلمی در ژانر مستند به کارگردانی ورنر هرتسوک است که در سال ۱۹۸۴ منتشر شد. از بازیگران آن می‌توان به رینولد مسنر اشاره کرد. این فیلم به صعود بی‌وقفه (بدون بازگشت به کمپ اصلی) مسنر و هانس کامرلاندر به گاشربروم ۱ و گاشربروم ۲ و انگیزه‌های درونی کوهنوردان برای کوهنوردی می‌پردازد.